# Bala and Festiniog Railway
Die Bala and Festiniog Railway war eine britische Eisenbahngesellschaft in Wales.
Die Gesellschaft wurde am 28. Juli 1873 durch die Great Western Railway gegründet. Mit dem Bau der Bahn versuchte man einen eigenen Anteil am Schiefer-Abtransport aus Blaenau Ffestiniog zu bekommen. Die 35,4 Kilometer lange Strecke von Bala bis Llan Ffestiniog wurde am 1. November 1882 in Betrieb genommen. Für den Weiterbau nach Blaenau nutzte man das Planum der schmalspurigen Strecke der Festiniog and Blaenau Railway, die man am 13. April 1883 erwarb. Am 10. September 1883 begann der normalspurige Betrieb auf diesem Abschnitt.
Ab 1879 hatte die GWR die Strecke gepachtet und übernahm zum 1. Juli 1910 die Gesellschaft.